# Řecká kolonizace

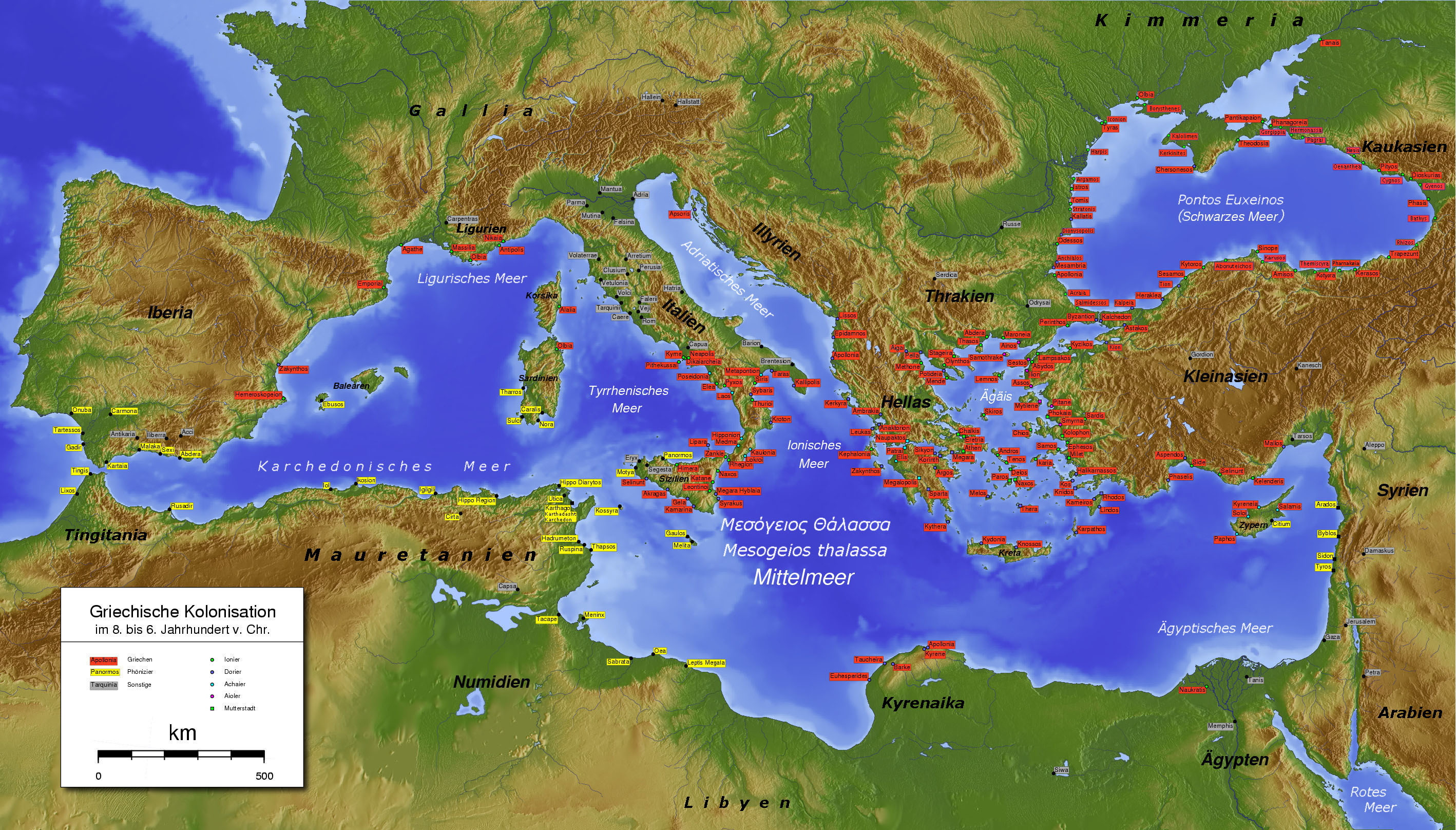
Řecká a fénická kolonizace

Řecká kolonizace probíhala ve dvou hlavních vlnách: zhruba 1100–900 a poté 755–535 př. n. l. Důvodem kolonizace bylo mj. přelidnění řeckého pobřeží, nedostatek orné půdy a potravin a potřeba ochrany obchodních cest a odbytišť.

## První vlna kolonizace
Probíhala směrem na východ, na maloasijské pobřeží. Zde byla založena města Efez, Mílétos (údajně v roce 1053 př. n. l.), Halikarnássos, Pergamon, Milas, Keramos a další. Řecké obyvatelstvo se na maloasijském pobřeží udrželo 3000 let, ale roku 1922 bylo vyhnáno.
Město, odkud kolonisté odešli, bylo pro novou osadu ve vztahu metropole. Nová osada sice vystupovala jako samostatná polis, ale s metropolí byly okamžitě navázány obchodní styky, zůstávaly rodinné vazby. I další generace si uvědomovaly kulturní a náboženskou blízkost.

## Druhá vlna kolonizace
Tzv. „Velká kolonizace“ již probíhala v celém Středomoří i v oblasti Černého moře. Datuje se zhruba mezi lety 755–535 př. n. l. Řecká města tehdy kolonizovala oblasti jako jižní Galie (založení Marseille), jižní Itálii a Sicílie (Velké Řecko), Kyrenaiku a Černé moře (Tauris, Kolchis). Existovaly dva typy kolonií: apoikiai a emporia. První byly městské státy samy o sobě, druhé jen řecké obchodní kolonie.
Velká kolonizace byla nejvýznamnějším projevem hospodářského, sociálního i kulturního rozvoje Řecka v archaickém období. Důvodem osídlování dalších oblastí v raném období kolonizace bylo hlavně hledání nové zemědělské půdy, neboť převážně hornaté Řecko neposkytovalo možnost obživy relativnímu přebytku obyvatel. K odchodu ovšem řadu lidí přiměly též zostřené sociální konflikty provázející formování městských států. V koloniích se brzy začala rozvíjet řemeslná výroba i obchod jak s místním obyvatelstvem, tak s mateřským Řeckem. Každá nově založená kolonie byla samostatným, nezávislým městským státem (polis), který s mateřskou obcí – metropolí – měl společné většinou jen kulty a náboženství. I kolonisté mohli zakládat další kolonie, což se také často dělo.
Kolonizace však nebyla pouhým přesídlováním. Přinesla i nové kontakty s kmeny a oblastmi do té doby nepoznanými, jinými náboženskými představami a koneckonců i poznávání sebe sama, uvědomování si své příslušnosti ke stejné jazykové a kulturní oblasti, tj. uvědomování si svého helénství (tj. příslušnosti k společnosti Řeků). Kolonizace a styk s odlišnými kulturami vytvořily i příznivé podmínky k pozdějšímu vzniku přírodní filosofie v Malé Asii a daly impuls k základům vědeckého poznávání světa, na jehož počátku stojí systematizace zajímavých problémů.

## Důsledky
Na jednu stranu podpořila kolonizace Středozemí šíření helénismu a rozmach řeckého obchodu. Na druhé straně došlo k přílivu levného zboží a potravin na řeckou pevninu a masové upadání obyvatelstva řeckých polis do dlužního otroctví, což vedlo ke zvětšování sociálního napětí.